# ديف كاسبر
ديف كاسبر (بالإنجليزية: Dave Casper)‏ هو لاعب كرة قدم أمريكية وشخصية أعمال أمريكي، ولد في 26 سبتمبر 1951 في بيميدجي في الولايات المتحدة.

## وصلات خارجية
- ديف كاسبر على موقع مرجع كرة القدم المحترفة.كوم (الإنجليزية)
- ديف كاسبر على موقع IMDb (الإنجليزية)
- ديف كاسبر على موقع إن إن دي بي (الإنجليزية)